# Roter Bunträuber
Der Rote Bunträuber (Oxyporus rufus), auch als Roter Pilzraubkäfer bekannt, ist eine Käferart aus der Familie der Kurzflügler.

## Merkmale
Rote Bunträuber werden etwa einen Zentimeter lang. Der Kopf ist sehr groß und breit. Er ist schwarz gefärbt und man kann gut die großen Kieferzangen erkennen. Der Thorax, wie auch die ersten sichtbaren Ringe des Hinterleibes, sind rot. Das Hinterleibsende ist wieder schwarz. Insgesamt ist der Käfer gedrungener gebaut als andere Arten der Familie. Die sehr kurzen Flügeldecken sind schwarz und haben vorne je einen großen gelben Fleck. Die Fühler sind gelb und zum Ende hin kolbenförmig verdickt. Auch die Beine sind gelb und haben eine schwarze Schenkelbasis.

### Ähnliche Arten
Eine ähnliche Art ist Oxyporus maxillosus, dessen Flügeldecken gelblich und nur an den äußeren Hinterecken schwarz sind.

### Synonyme
- Oxyporus minarzi Bernhauer, 1923[2]
- Staphylinus nigrofulvus Geoffroy, 1785[2]

## Verbreitung
Die Käfer sind in Europa weit verbreitet. Man findet sie häufig in Wäldern an Hutpilzen.

## Lebensweise
Rote Bunträuber jagen in Pilzen nach Insektenlarven. Möglicherweise nehmen die Tiere aber auch Pilzfasern zu sich. Bei Gefahr strecken die Tiere ihren Hinterleib nach vorne und spreizen die Kieferzangen, um den Feind einzuschüchtern. Die Larven leben ebenfalls in Pilzen. Sie ernähren sich ausschließlich von Pilzfasern. Nach dreimaligem Häuten verpuppen sich die Tiere in einer Mumienpuppe. Aus der Puppe schlüpft der fertige Käfer.